# Daniel Hell
Daniel Hell (* 18. Juli 1944 in Uzwil) ist ein Schweizer Psychiater, Psychotherapeut und emeritierter Professor für Klinische Psychiatrie. Hell vertritt einen ganzheitlichen Ansatz bei der Behandlung psychischer Erkrankungen.

## Werdegang
Daniel Hell studierte Medizin an den Universitäten Basel und Zürich, wo er 1971 promoviert wurde. Nach verschiedenen Assistenz- und Oberarztstellen habilitierte er sich 1982 an der Universität Zürich über Ehen depressiver und schizophrener Menschen. 1984 wurde er zum Chefarzt der Psychiatrischen Klinik Breitenau, Schaffhausen (Schweiz), gewählt. In den folgenden Jahren wandelte er die Schaffhauser Klinik zum ersten Psychiatriezentrum der Schweiz mit durchgehender ambulant-stationärer Behandlung um.
1991 wurde Hell zum ärztlichen Direktor der Psychiatrischen Universitätsklinik Zürich (PUK) berufen, im gleichen Jahr erfolgte die Ernennung zum ordentlichen Professor für Klinische Psychiatrie. An der PUK bildete Hell Behandlungsschwerpunkte, z. B. für Affekt-, Alters- und Suchtkranke sowie für Frauen mit Kleinkindern und für Migranten. Er führte neben ambulanten und teilstationären Angeboten auch die Teilöffnung der Stationen ein und vernetzte die stationäre mit der ambulanten Behandlung nach dem Sektormodell. Er war Vorsitzender der vom Regierungsrat eingesetzten Arbeitsgruppe «Psychiatriekonzept des Kantons Zürich», nach welchem die kantonale Psychiatrie gemeindenah reorganisiert wurde.
Zur kritischen Reflexion auf das heute wieder weithin biologistisch ausgerichtete Denken in der akademischen Psychiatrie regte er 2004 die Einrichtung eines Lehrgangs Philosophie für Fachleute aus Medizin und Psychotherapie an der Klinik an und verallgemeinerte diese Initiative 2007 durch Gründung eines nach historischem Vorbild benannten «Instituts Entresol», aus dem im Herbst 2008 das gleichnamige Netzwerk für Philosophie, Psychoanalyse und Wissenschaften der Psyche für die gesamte Schweiz hervorging.
2009 wechselte Hell nach der Emeritierung von der PUK an die Privatklinik Hohenegg in Meilen, wo er bis 2014 das Kompetenzzentrum «Depression und Angst» leitete. Seit 2015 engagiert sich Hell als Stiftungsrat der Stiftung Hohenegg sozialpsychiatrisch für randständige und psychisch schwer kranke Personen und führt daneben seine ambulante Praxistätigkeit weiter.

## Lehr- und Forschungsschwerpunkte
Hell ist Spezialist für affektive und psychotische Erkrankungen in ihrer neurowissenschaftlichen und anthropologischen Komplexität. Er studiert solche Störungen unter Einbezug ihrer soziokulturellen, psychologischen und biologischen Rahmenbedingungen und setzt sich für eine fächerübergreifende, ganzheitliche Herangehensweise und Therapie ein. Er widersetzt sich dem Reduktionismus, der den Menschen auf materielle Aspekte reduziert. Neben der neurobiologischen Forschung brauche es auch Wissen und Verständnis für Verletzlichkeit, Verlust- und Überforderungssituationen, Beziehungskonflikte und persönliche Schwierigkeiten der Menschen. In solchen schwierigen Lebenssituationen brauchen Menschen oft psychiatrische und psychotherapeutische Hilfe. Bessere Selbstwahrnehmung, Psychotherapie, Soziotherapie und Psychopharmaka können mögliche, sich ergänzende Therapieansätze sein.
In mehreren Büchern, Vorträgen und Interviews macht Hell diese Thematik auch öffentlich zugänglich.

## Mitgliedschaften, Tätigkeiten
Hell war Mitglied der Nationalen Ethikkommission im Bereich Humanmedizin (NEK). Er ist Mitbegründer und seit 2012 Beirat von «sintegrA», einer Organisation zur sozialen und beruflichen Integration von Menschen mit einer psychischen Beeinträchtigung. Er war von 2004 bis 2021 Präsident des Vereins «Gastfamilien für Psychischkranke», der ab 2004 ein Pilotprojekt zur Betreuung akut psychisch Kranker in Gastfamilien (als Alternative zur Hospitalisation) realisiert hat. Hell arbeitet als Redaktor des Schweizer Archivs für Neurologie und Psychiatrie, ist Initiant und Vorstandsmitglied der «Gesellschaft für die Geschichte der Schweizer Psychiatrie und Psychotherapie» (GGSP) sowie Stiftungsratsmitglied der gemeinnützigen Stiftungen «Accentus» und «Empiris».

## Schriften (Auswahl)
- Ehen depressiver und schizophrener Menschen: Eine vergleichende Studie an 103 Kranken und ihren Ehepartnern (= Monographien aus dem Gesamtgebiete der Psychiatrie. Band 33). Habilitationsschrift. Springer, Berlin 1982, ISBN 3-540-11775-X.
  - 2. Auflage: Springer, Berlin 1998, ISBN 3-540-63565-3.
- mit Magret Gestefeld: Schizophrenien. Orientierungshilfen für Betroffene. Springer, Berlin 1988, ISBN 3-540-18660-3.
  - mit Daniel Schüpbach: Schizophrenien: Ein Ratgeber für Patienten und Angehörige. 5., vollständig überarbeitete Auflage. Springer, Heidelberg 2016, ISBN 978-3-662-48932-1.
- Welchen Sinn macht Depression? Ein integrativer Ansatz. Rowohlt, Reinbek 1992, ISBN 3-499-19649-2.
  - überarbeitete Neuausgabe, 6. Auflage. Rowohlt, Reinbek 2014, ISBN 978-3-499-62016-4.
- Die Sprache der Seele verstehen. Die Wüstenväter als Therapeuten. Herder, Freiburg im Breisgau 2002, ISBN 3-451-05191-5.
  - mit neuem Cover in der insgesamt 11. Auflage. Herder, Freiburg im Breisgau 2015, ISBN 978-3-451-06808-9.
- mit Heinz Böker: Therapie der affektiven Störungen: Psychosoziale und neurobiologische Perspektiven. Schattauer, Stuttgart / New York 2002, ISBN 3-7945-2183-8.
- Seelenhunger. Der fühlende Mensch und die Wissenschaften vom Leben. Huber, Bern 2003, ISBN 3-456-83983-9.
  - gekürzte und überarbeitete Taschenbuchausgabe: Seelenhunger. Vom Sinn der Gefühle. 2. Auflage. Herder, Freiburg im Breisgau 2009, ISBN 978-3-451-05826-4.
- mit Jérôme Endrass und Jürg Vontobel: Kurzes Lehrbuch der Psychiatrie. Das Basiswissen mit Repetitoriumsfragen. Huber, Bern 2003.
  - 3., überarbeitete Auflage. Huber, Bern 2011, ISBN 978-3-456-84995-9 (mit Jérôme Endrass, Jürg Vontobel, Ulrich Schnyder).
- Aufschwung für die Seele: Wege innerer Befreiung. Herder, Freiburg im Breisgau 2005, ISBN 3-451-05572-4.
  - überarbeitete, erweiterte Neuausgabe: Die Wiederkehr der Seele: Wir sind mehr als Gehirn und Geist. 2. Auflage. Herder, Freiburg im Breisgau 2010, ISBN 978-3-451-30126-1.
- Leben als Geschenk und Antwort. Weisheiten der Wüstenväter. Herder, Freiburg im Breisgau 2005, ISBN 3-451-05624-0.
- Depression – Was stimmt? Die wichtigsten Antworten. Herder, Freiburg im Breisgau 2007, ISBN 978-3-451-05817-2.
  - überarbeitete, erweiterte Neuausgabe: Depression – Wissen, was stimmt. Herder, Freiburg im Breisgau 2015, ISBN 978-3-451-61365-4.
- Die Wiederkehr der Seele – Wir sind mehr als Gehirn und Geist. Herder, Freiburg im Breisgau 2009, ISBN 978-3-451-30126-1.
- mit Helga Kessler: Wege aus der Depression. Burn-out, Lebenskrise, Stress: Hilfe für Betroffene und Angehörige. Beobachter, Zürich 2011, ISBN 978-3-85569-468-6.
- Depression als Störung des Gleichgewichts. Kohlhammer, Stuttgart 2011, ISBN 978-3-17-021713-3.
  - 2., überarbeitete und erweiterte Auflage. Kohlhammer, Stuttgart 2013, ISBN 978-3-17-023390-4.
- Krankheit als seelische Herausforderung. Schwabe, Basel 2013; 2. Auflage 2014, ISBN 978-3-7965-2896-5.
- Lob der Scham – Nur wer sich achtet, kann sich schämen. Psychosozial-Verlag, Giessen 2018; ISBN 978-3-8379-2810-5.
- Das Selbst in der Krise – Krise des Selbst. Schwabe Verlag, Basel 2022; ISBN 978-3-7965-4442-2.